# La Ciénaga de Ocumare
La Ciénaga es un humedal costero del Estado Aragua (Venezuela), está situada en el extremo oeste del estado, justo antes de Turiamo. 
Es una ensenada que posee diversidad de formaciones de corales, ostrales, manglares, flora acuática marina, y además es un refugio natural para una gran cantidad de peces y aves. La ausencia de vías de penetración convierte a este idílico lugar en el sitio ideal para el descanso y relax rodeados por una fauna y flora tropical exuberante. Caracterizada por poseer aguas mansas, poco profundas, pequeñas playas de cristalinas y tibias aguas. Los arrecifes coralinos le otorgan a sus aguas su color verde turquesa característico. Es también ideal para la práctica del buceo con snorkel.
En la Ciénaga, se consiguen unas pocas casas edificadas en el pasado, dado que es parque nacional, hoy la construcción está prohibida por el cuidado del medio ambiente. Es normal la presencia de lanchas y veleros particulares que vienen a fondear en este lugar donde sólo se respira serenidad.
Pertenece al parque nacional Henri Pittier. El acceso se hace por vía terrestre desde el Limón hasta Ocumare de la Costa en un trayecto de aproximadamente 60 km por una estrecha vía montañosa, y desde allí a La Boca (a cinco minutos de Ocumare) donde se toma una embarcación en un viaje de quince minutos. El acceso a la Ciénaga también se logra desde Puerto Colombia, Choroní.